# Rollendmaterieelfabrikant

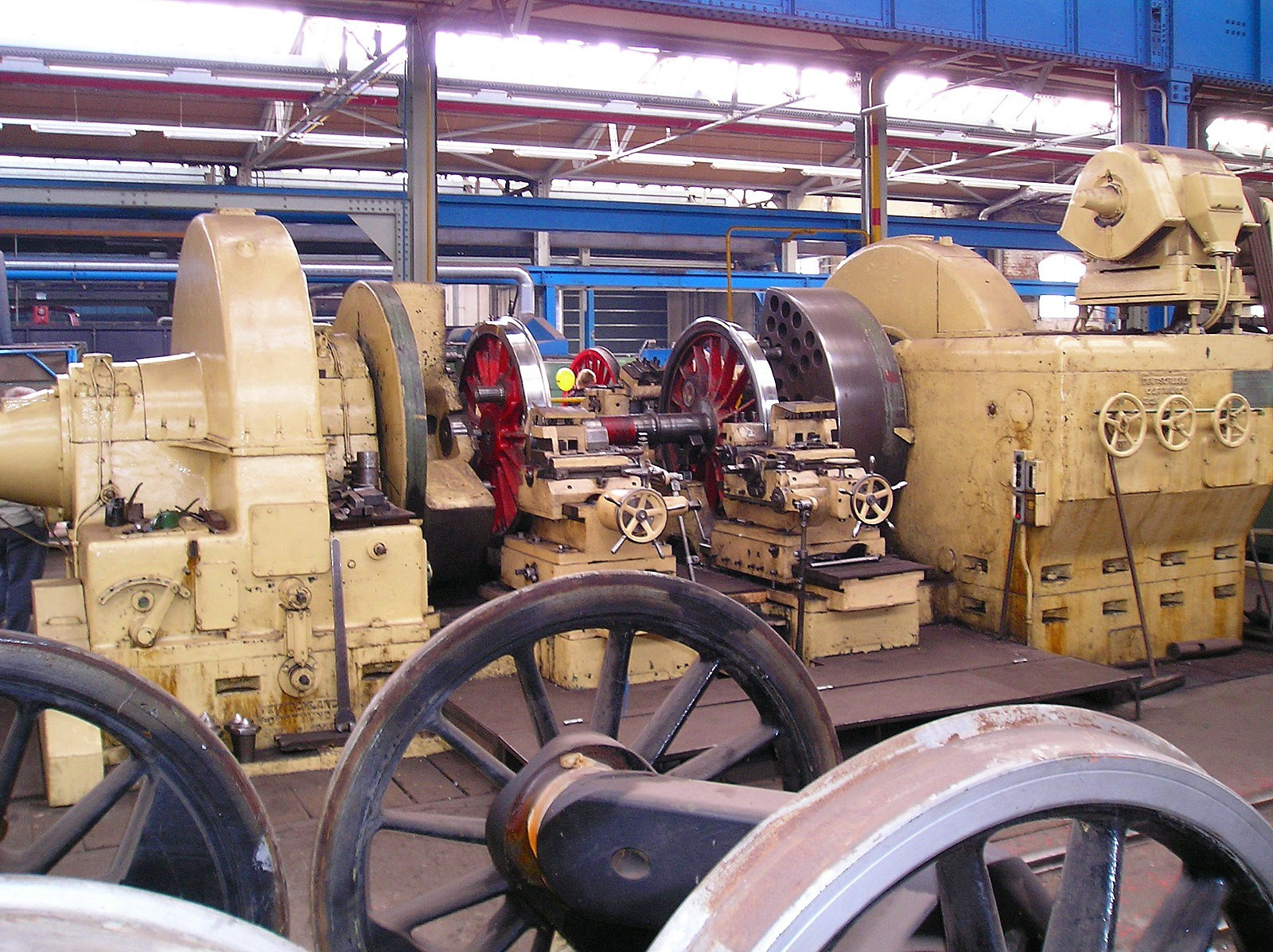

Een rollendmaterieelfabrikant is een fabrikant van railvoertuigen ofwel rollend materieel. Ze worden ook aangeduid als of 'treinenbouwer' of 'treinfabrikant'.

## Marktontwikkelingen

### Standaardisering van treinen
Tot de jaren negentig leverden de fabrikanten meestal materieel op maat dat in samenwerking met de vervoerder werd ontwikkeld. Ook kochten vervoerders het liefst in eigen land. Sinds de jaren negentig bouwen ze voornamelijk standaardproducten die spoorwegondernemingen en stadsvervoerbedrijven van de plank kunnen kopen. Het gaat meestal om modulaire producten waarbij verschillende (combinaties van) varianten mogelijk zijn. Voorbeelden hiervan zijn de lagevloertram Combino van Siemens, en de lighttrain Talent van Bombardier.

### Fusies
In de jaren negentig zijn veel rollendmaterieelfabrikanten gefuseerd. Alstom, Bombardier en Siemens zijn nu de grootste spelers op de markt. Kleinere fabrikanten hebben zich vaak gespecialiseerd. Zo maakt bijvoorbeeld Vossloh alleen diesellocomotieven en is Stadler gespecialiseerd in smalspoor/tandradmaterieel.

## Huidige fabrikanten
bedrijf, moederland
- Alstom Transport, Frankrijk
- Arbel Fauvet Rail, Frankrijk
- CAF (Construcciones y Auxiliar de Ferrocarriles), Spanje
- ČKD Vagonka, Tsjechië (dochteronderneming van Škoda)
- Corifer, Italië, consortium van volgende 4 bedrijven:
  - F.E.R.V.E.T.
  - O.F.V
  - R.S.I.
  - Magliola
- CFD (Compagnie des chemins de Fer Départementaux), Frankrijk
- CRRC Corporation, China
- Electro-Motive Diesel, Verenigde Staten. Voortzetting van GM Electro-Motive Devision.
- Faur, Roemenië
- Firema Trasporti, Italië
- Fuji Heavy Industries, Japan
- GE Transportation Systems
- Gmeinder, Duitsland
- Hitachi, Japan
- Integral Verkehrstechnik (IVT), Oostenrijk
- Kawasaki, Japan
- Mitsubishi, Japan
- Plasser & Theurer, Oostenrijk
- SCHÖMA, Diepholz, Duitsland
- Pojazdy Szynowe PESA, Polen
- Siemens Rail Systems, Duitsland voorheen bekend als Siemens Transportation Systems (TS)
- Stadler Rail, Zwitserland
- Talgo, Spanje
- Voith Turbo Lokomotivtechnik GmbH &Co, Duitsland
- Vossloh, Duitsland

## Voormalige fabrikanten
bedrijf, stad/land, reden van verdwijnen
- ABB, Zwitserland/Zweden, opgegaan in Adtranz
- Adtranz, Duitsland, opgegaan in Bombardier Transportation
- AEG Schienenfahrzeuge, Hennigsdorf (D), opgegaan in Adtranz
- Allan & Co, Rotterdam (NL), faillissement
- American Locomotive Company, Verenigde Staten, opgeheven
- ANF Industrie, Crespin (departement Nord) (F), opgegaan in Bombardier Transportation
- Ansaldo Trasporti, Pistoia (I), gefuseerd met Breda Costruzioni Ferroviarie tot AnsaldoBreda
- AnsaldoBreda, Italië, overgenomen door Hitachi
- Arnold Jung Lokomotivfabrik tot 1993
- Asea (Allmänna Svenska Elektriska Aktiebolaget), Zweden, opgegaan in ABB
- Backer en Rueb (voluit Machinefabriek "Breda" voorheen Backer en Rueb), Breda (NL), opgeheven
- Baldwin-Lima-Hamilton Corporation, Lima, Ohio (VS), opgeheven in 1956
- Baldwin Locomotive Works, Philadelphia (VS), in 1950 opgegaan in Baldwin-Lima-Hamilton Corporation
- Bombardier Transportation, Canada, opgegaan in Alstom
- Breda Costruzioni Ferroviarie, Milaan (i), gefuseerd met Ansaldo Trasporti tot AnsaldoBreda
- BBC (Brown, Boveri & Cie), Zwitserland, opgegaan in ABB
- Belgian Railway Equipment Company (BREC), Lot-Beersel (B), faillissement
- Beijnes, Haarlem, later Beverwijk (NL), faillissement
- the Birmingham Railway Carriage & Wagon Company, Smetwick (Verenigd Koninkrijk), gesloten in 1963
- La Brugeoise et Nivelles (BN), Brugge (B), opgegaan in Bombardier Transportation
- Breda Costruzioni Ferroviarie, Pistoia (I), opgegaan in AnsaldoBreda
- BREL ("British Rail Engineering Limited"), (VK), opgegaan in ABB
- ČKD Dopravní Systémy, Praag (CZ), opgegaan in Siemens TS
- Cravens Railway Carriage and Wagon Company Limited, Sheffield (VK). Overgenomen in 1966 door Metro Cammell.
- De Dietrich Ferroviaire, Reichshoffen (F), opgegaan in ALSTOM Transport
- DIEMA, Diepholz (D), faillissement
- Du Croo & Brauns overgenomen 1969
- Düwag, Düsseldorf (D), opgegaan in Siemens TS
- DWA (Deutsche Waggonbau AG), Bautzen (D), opgegaan in Bombardier Transportation
- DWM (Deutsche Waggon- und Maschinenfabrik), Berlijn (D), opgegaan in Waggon Union
- FIAT Ferroviaria, Italië, opgegaan in ALSTOM Transport
- Ganz, Buda (H), gefuseerd met MÁVAG
- Ganz-MÁVAG, opgegaan in Ansaldo
- GE Jenbacher rollendmaterieeldivisie opgehgeven
- General Machinery Corporation, Hamilton, Ohio (VS), opgegaan in Lima-Hamilton
- GM Electro Motive Division (EMD), Verenigde Staten, in 2005 overgenomen door Caterpillar onder de naam Electro-Motive Diesel.
- General Motors Diesel, Canada, in 2005 overgenomen door Caterpillar, in 2012 gesloten.
- the Glouchester Railway Carriage & Wagon Company, Verenigd Koninkrijk, gesloten
- Hatlapa, tot 1957
- Henschel, Kassel (D), opgegaan in Adtranz
- Kröhnke, tot 1997
- Krauss-Maffei, München (D), opgegaan in Siemens TS
- Krupp Verkehrstechnik, Essen (D), opgegaan in Siemens TS
- LEW ('Lokomotivbau Elektrotechnische Werke'), Hennigsdorf (D), opgegaan in AEG Schienenfahrzeuge
- Lokomotivbau Karl Marx Babelsberg (LOWA Lokomotivbau Karl Marx), Babelsberg (D), opgeheven
- Linke-Hofmann-Busch (LHB), Salzgitter (D), opgegaan in ALSTOM Transport
- Lima-Hamilton, opgegaan in Baldwin-Lima-Hamilton Corporation
- Lima Locomotive Works, Lima, Ohio (VS), opgegaan in Lima-Hamilton
- MaK (Maschinenfabrik Kiel), Kiel (D), opgegaan in Krupp Verkehrstechnik
- MAN (raildivisie), Neurenberg (D), opgegaan in AEG Schienenfahrzeuge
- MÁVAG (Magyar Királyi Államvasutak Gépgyára; Hungarian Royal State Railroads' Machine Factory), Budapest, gefuseerd met Ganz
- Matra Transport, Vanves (F), opgegaan in Siemens TS
- Metro Cammell ("Metropolitan Cammell Carriage and Wagon (MCCW)"), Birmingham (VK), in 1989 opgegaan in ALSTOM Transport, in 2005 gesloten.
- Moës, rollendmaterieelfabricage opgeheven
- Montreal Locomotive Works, Montréal (Can), opgegaan in Bombardier Transportation
- Motor Rail & Tramcar Co Ltd bekend van de "Simplex" locomotieven
- Nydqvist & Holm, Zweedse fabrikant van locomotieven
- Orenstein & Koppel, Oost-Duitse Babelsberg opgegaan in LKM en de West-Duitse overgeheveld naar Bombardier
- Pennock, Den Haag
- Ruston & Hornsby, gestopt met locomotiefbouw in 1967
- Schindler, Pratteln (CH), opgegaan in Adtranz
- L. Schwartzkopff, Berlijn, Duitsland. In 1945 gestopt met locomotievenbouw.
- Schweizerische Lokomotiv- und Maschinenfabrik (SLM), Winterthur (CH), opgegaan in Stadler Rail
- SEAG Waggonbau, Siegen (D), opgegaan in Waggon Union
- SGP (Simmering-Graz-Pauker), Oostenrijk, opgegaan in Siemens TS
- SIG (Schweizerische Industrie-Gesellschaft), Neuhausen am Rheinfall (CH), opgegaan in ALSTOM Transport
- Spoorijzer tot overname in 1967
- Socimi, Italië, faillissement
- Sorefame, Amadora (Port.), opgegaan in Adtranz
- Strømmen-Thune, Noorse fabrikant van spoorwegmaterieel
- Strüver Aggregatebau KG tot 1967, einde locomotiefbouw
- Thyssen-Henschel, Kassel (D), opgegaan in ABB Henschel
- Thunes mekaniske verksted, Noorse fabrikant van spoorwegmaterieel
- Van der Zypen & Charlier, Aken, Duitsland. Opgegaan in Westwaggon
- VEB Waggonbau Ammendorf, opgegaan in DWA
- VEB Waggonbau Bautzen, opgegaan in DWA
- VEB Waggonbau Dessau, opgegaan in DWA
- VEB Waggonbau Görlitz, opgegaan in DWA
- VEB Waggonbau Niesky, opgegaan in DWA
- Vevey Technologies, Villeneuve (CH), opgegaan in DWA
- Waggonfabrik Talbot, Aken (D), opgegaan in Bombardier Transportation
- Waggonfabrik Uerdingen, Krefeld (D), opgegaan in Düwag
- Waggon Union, Siegen/Berlijn (D), opgegaan in ABB Henschel
- Wegmann, Kassel (D), tegenwoordig onderdeel van KrausMaffei, fabriceert geen rollend materieel meer
- Werkspoor, Amsterdam, later Utrecht (NL), opgeheven
- Westwaggon (Vereinigte Westdeutsche Waggonfabriken), Duitsland. Overgenomen door Klöckner Humboldt Deutz
- Whitcomb Locomotive Works, Verenigde Staten, tot 1956
- WUMAG (Waggon- und Maschinenbau AG), Görlitz, opgegaan in VEB Waggonbau Görlitz